# McIntosh (Dakota Południowa)
McIntosh – miasto w Stanach Zjednoczonych, w stanie Dakota Południowa, siedziba administracyjna hrabstwa Corson.